# The Visitor (2002)
The Visitor ist ein Low-Budget-Actionfilm von William Shatner aus dem Jahr 2002.

## Inhalt
Ein junges Paar sichtet ein Ufo, dass abgestürzt ist. Da Kate jedoch im Sterben liegt, fragt sie sich, ob woanders im Universum Leben existiert. Sie folgen die Spur des Ufos und landen im Area 51. Sie entdecken, dass das Alien vom Militär gefangen genommen wurde. Kate und Andy wollen den Alien befreien und zurück in seine Heimat schicken.

## Produktion und Veröffentlichung
Regie führte William Shatner und das Drehbuch schrieb ebenfalls William Shatner und Maurice Hurley. Die Produzenten waren Chuck Williams und J.R. Bookwalter. Die Musik komponierte Richard John Baker und für die Kameraführung war Mac Ahlberg verantwortlich. Für den Schnitt verantwortlich waren Brad Lauren und Steven Nielson.
Der Film kam am 21. September 2002 raus. Am 19. August 2004 erschien der Film in einer ungekürzten Fassung mit der Altersfreigabe „ab 12 Jahren“ in Deutschland.

## Besetzung und Synchronisation
| Figur        | Darsteller      | Deutscher Sprecher |
| ------------ | --------------- | ------------------ |
| John Gossner | William Shatner | Thomas Wolff       |
| Adam         | Richard Hoyt    | Gerd Peiser        |
| Andy         | Dan Gauthier    | Sascha Rotermund   |
| Kate         | Amy Acker       | Katrin Decker      |
| Dietz        | Tom Towles      | Klaus Nietz        |
| Hester Dealt | John Prosky     | Lennardt Krüger    |

## Rezeption
- Lexikon des internationalen Films: „Verworrener Science-Fiction-Film im 1970er-Jahre-Look, dessen amateurhafte Inszenierung allenfalls durch Regisseur und Hauptdarsteller William Shatner Interesse hervorruft.“[3]